# Swartzia oblanceolata
Swartzia oblanceolata là một loài thực vật có hoa trong họ Đậu. Loài này được Sandwith miêu tả khoa học đầu tiên.